# Фархентин
Фархентин (нем. Varchentin) — община в Германии, в земле Мекленбург-Передняя Померания.
Входит в состав района Мюриц. Подчиняется управлению Зеенландшафт Варен. Население составляет 358 человек (на 31 декабря 2010 года). Занимает площадь 17,31 км².

## Достопримечательности
- Замок Фархентин